# Audicija
Audicija (lat. auditio), provjera, prijamni ispit ili probni nastup jest ispit posjedovanja sposobnosti i pripremljenosti za naobrazbu, usavršavanje ili rad u određenom području pred ocjenjivačkim (prosudbenim) povjerenstvom, najčešće kao uvjet upisa ili pristupa upisu na studij, akademiju (glazbenu, glumačku), u školu (glazbenu, plesnu, konzervatorij), prije primanja na radno mjesto ili dobivanja određena angažmana, ponajviše u umjetničkom području. U glazbenoj umjetnosti često se govori i o preslušavanju (prije primanja u orkestar ili ini glazbeni sastav, pr. pjevački zbor ili band). U poslovnim okvirima pod audicijom se može smatrati razgovor za posao, u sklopu kojega se među prijavljenim i odazvanim kandidatima biraju oni koji su prema upravi tvrtke najpogodniji za zaposlenje.
Pojedine srednje škole i fakulteti imaju prijamne ispite kao uvjet upisa. Prije upisa u osnovnu školu djeca obično prolaze provjere sposobnosti (pr. pismenosti, sposobnosti čitanja i pisanja). Glazbene, likovne i plesne škole također provode prijamne ispite ili provjere posjedovanja potrebnih sposobnosti za naobrazbu u određenom umjetničkom polju.